# فرانك مكوي
فرانك مكوي (بالإنجليزية: Frank McCoy)‏ هو مدير فني أمريكي، ولد في 26 فبراير 1881 في هوليوك في الولايات المتحدة، وتوفي في 9 فبراير 1954 في وايت بلينس في الولايات المتحدة.